# ألبرت بارسونز
ألبرت بارسونز هو سياسي كندي، ولد في 5 سبتمبر 1869 في كندا، وتوفي في 7 يونيو 1948 في نفس البلد. حزبياً، نشط في جمعية المحافظين التقدمية لنوفا سكوشا. وقد انتخب عضو مجلس نواب نوفا سكوتيا.